# Скоморовський Яків Борисович
Яків Борисович Скоморовський (нар. 19 серпня 1889, Херсон, Російська імперія — пом. 4 липня 1955, Ленінград, СРСР) — ленінградський джазмен, трубач, диригент, педагог.

## Біографія
Народився 19 серпня 1889 року в місті Херсоні. У 1897 році Яків Скоморовський вступив до Одеського музичного училища по класу труби (клас Михайла Адамова).
В 1912 році закінчив з відзнакою Петербурзьку консерваторію по класу труби. Паралельно з роботою в ленінградських театральних і філармонійному оркестрах (1920-1930-ті роки), організував у Ленінграді один з перших джаз-бендів. З 1929 року — музичний керівник Теа-джазу Леоніда Утьосова. В 1930-1940-і роки очолював концертний джаз-оркестр, з яким записувався на пластинки і працював на радіо.
З 14 серпня 1941 року Яків Скоморовський керував джаз-оркестром у складі Центрального ансамблю Військово-морського флоту і виконував соло на трубі. Був оформлений як вільнонайманий. З 14 квітня 1942 року Яків Борисович перейшов до кадрів ВМФ на ту ж посаду як інтендант II рангу. 14 червня 1942 року нагороджений орденом «Знак Пошани». Ленінградський фронт. З оркестром Скоморовського працював Ісак Дунаєвський, довіривши йому запис музики до кінофільмів «Волга, Волга», «Цирк», «Воротар», «Дівчина поспішає на побачення». З 1944 по 1946 рік Я. Б. Скоморовський керував симфоджазом «Ансамбль п'яти морів». Автор творів для джаз-оркестру. З 1951 по 1954 рік викладав у Військово-морській музичній школі імені М. А. Римського-Корсакова.
Брат — скрипаль Абрам Борисович Скоморовський (1887—1965).